# Дессе
Дессе (амх. ደሴ) — місто в Ефіопії, адміністративний центр зони Південне Волло в регіоні Амхара.

## Географія
Дессе розташований на півночі країни на захід від улоговини Афар.

### Клімат
Місто знаходиться у зоні, котра характеризується океанічним кліматом субтропічних нагір'їв. Найтепліший місяць — червень із середньою температурою 17.7 °C (63.9 °F). Найхолодніший місяць — грудень, із середньою температурою 12.8 °С (55 °F).
| Клімат Дессе            | Клімат Дессе | Клімат Дессе | Клімат Дессе | Клімат Дессе | Клімат Дессе | Клімат Дессе | Клімат Дессе | Клімат Дессе | Клімат Дессе | Клімат Дессе | Клімат Дессе | Клімат Дессе | Клімат Дессе |
| Показник                | Січ.         | Лют.         | Бер.         | Квіт.        | Трав.        | Черв.        | Лип.         | Серп.        | Вер.         | Жовт.        | Лист.        | Груд.        | Рік          |
| Середня температура, °C | 13,6         | 14,8         | 15,9         | 16,4         | 17,2         | 17,7         | 16,3         | 15,7         | 15,3         | 13,9         | 13           | 12,8         | 15,2         |
| Норма опадів, мм        | 23.2         | 41.6         | 79.8         | 101          | 81.8         | 50.5         | 279.6        | 293.8        | 154.7        | 49.2         | 23.4         | 23.4         | 1202         |
| Днів з опадами          | 3,2          | 3,9          | 5,1          | 7,6          | 9,5          | 10,7         | 10,2         | 12,4         | 9,8          | 6,1          | 3,5          | 2,8          | 84,8         |
| Вологість повітря, %    | 53.1         | 51.5         | 52.3         | 57.7         | 62.5         | 61.2         | 68.9         | 70.9         | 65           | 66.3         | 63.7         | 59.2         | 61           |
| ----------------------- | ------------ | ------------ | ------------ | ------------ | ------------ | ------------ | ------------ | ------------ | ------------ | ------------ | ------------ | ------------ | ------------ |
| Джерело: Weatherbase    |              |              |              |              |              |              |              |              |              |              |              |              |              |